# Félix Galimi
Félix Domingo Galimi (Buenos Aires, 1º gennaio 1921 – Buenos Aires, 2 gennaio 2005) è stato uno schermidore argentino.

## Biografia
Ha partecipato ai Giochi della XIV Olimpiade di Londra nel 1948, ai Giochi della XV Olimpiade di Helsinki nel 1952 ed ai Giochi della XVIII Olimpiade di Tokyo nel 1964.
Era figlio del maestro di scherma Felice Galimi, italiano emigrato in Argentina, e fratello dello schermidore Fulvio Galimi.

## Palmarès
In carriera ha conseguito i seguenti risultati:
- Giochi panamericani:

Buenos Aires 1951: oro nel fioretto individuale ed argento a squadre.
Città del Messico 1955: oro nel fioretto e nella spada a squadre e bronzo nella sciabola a squadre.